# Jinzō Toriumi
Jinzō Toriumi (jap. 鳥海 尽三 Toriumi Jinzō; ur. 1 lutego 1929, zm. 17 stycznia 2008 w Tokio) – japoński powieściopisarz i scenarzysta, który zaczął karierę podczas „rewolucyjnej ery” japońskiej animacji.

## Życiorys
Toriumi urodził się w Takikawa na Hokkaido. Zaczął od pisania scenariusza dla filmów animowanych wytwórni Mushi Productions o Mighty Atom (Astro Boy) w 1964 r. W następnych latach poświęcił się pełnoetatowej pracy dla telewizji w Tatsunoko Production. Pisał scenariusze: Armored Trooper VOTOMS, Yoroiden Samurai Troopers (Ronin Warriors), Mister Ajikko.
Toriumi napisał też nowe wersje książkowe: Gatchaman, Shin Heiyōden i Dororo, a także podręcznik pt. Anime Scenario Nyūmon („Wstęp do pisania scenariuszy filmów animowanych”).
18 stycznia 2008 r. Toriumi zmarł w szpitalu w Tokio w wieku 78 lat na raka wątrobowokomórkowego.

## Wybrana filmografia
- 1971: Hippo i Thomas
- 1973: Zielone żabki
- 1976: Fantastyczny świat Paula
- 1989: Hutch Miodowe Serce